# ハイ・ストリート駅
ハイ・ストリート駅（英語: High Street）はブルックリン区ブルックリン・ハイツのレッド・クロス・プレイスとカドマン・プラザ・イースト交差点に位置するニューヨーク市地下鉄IND8番街線の南端駅である。A系統が終日、C系統が深夜を除く終日停車する。

## 歴史
ハイ・ストリート駅はチェンバーズ・ストリート駅からジェイ・ストリート-ボロー・ホール駅（現在のジェイ・ストリート-メトロテック駅）まで開業した1933年2月1日に開業する予定だったが、この時点でエスカレーターが完成しておらず、開業は同年6月24日だった。
駅は廃止されたBMTマートル・アベニュー線サンズ・ストリート駅付近にあった。同駅は1944年に廃止されている。その後、1970年代にアダムズ・ストリート側のエスカレーターが更新されている。

## 駅構造
| G           | 地上階                     | 出入口 |
| B1          | 上層・下層コンコース       | 改札口、駅員詰所、メトロカード券売機 |
| B1          | 上層・下層コンコース       | エスカレーター |
| B2 ホーム階 | 北行線                     | ← インウッド-207丁目駅行き（フルトン・ストリート駅） ← 168丁目駅行き（フルトン・ストリート駅） |
| B2 ホーム階 | 島式ホーム、左側ドアが開く | |
| B2 ホーム階 | 南行線                     | → ファー・ロッカウェイ-モット・アベニュー駅行き、オゾン・パーク-レファーツ・ブールバード駅行き、ロッカウェイ・パーク-ビーチ116丁目駅行き（ジェイ・ストリート-メトロテック駅）→ ユークリッド・アベニュー駅行き（ジェイ・ストリート-メトロテック駅）→ |

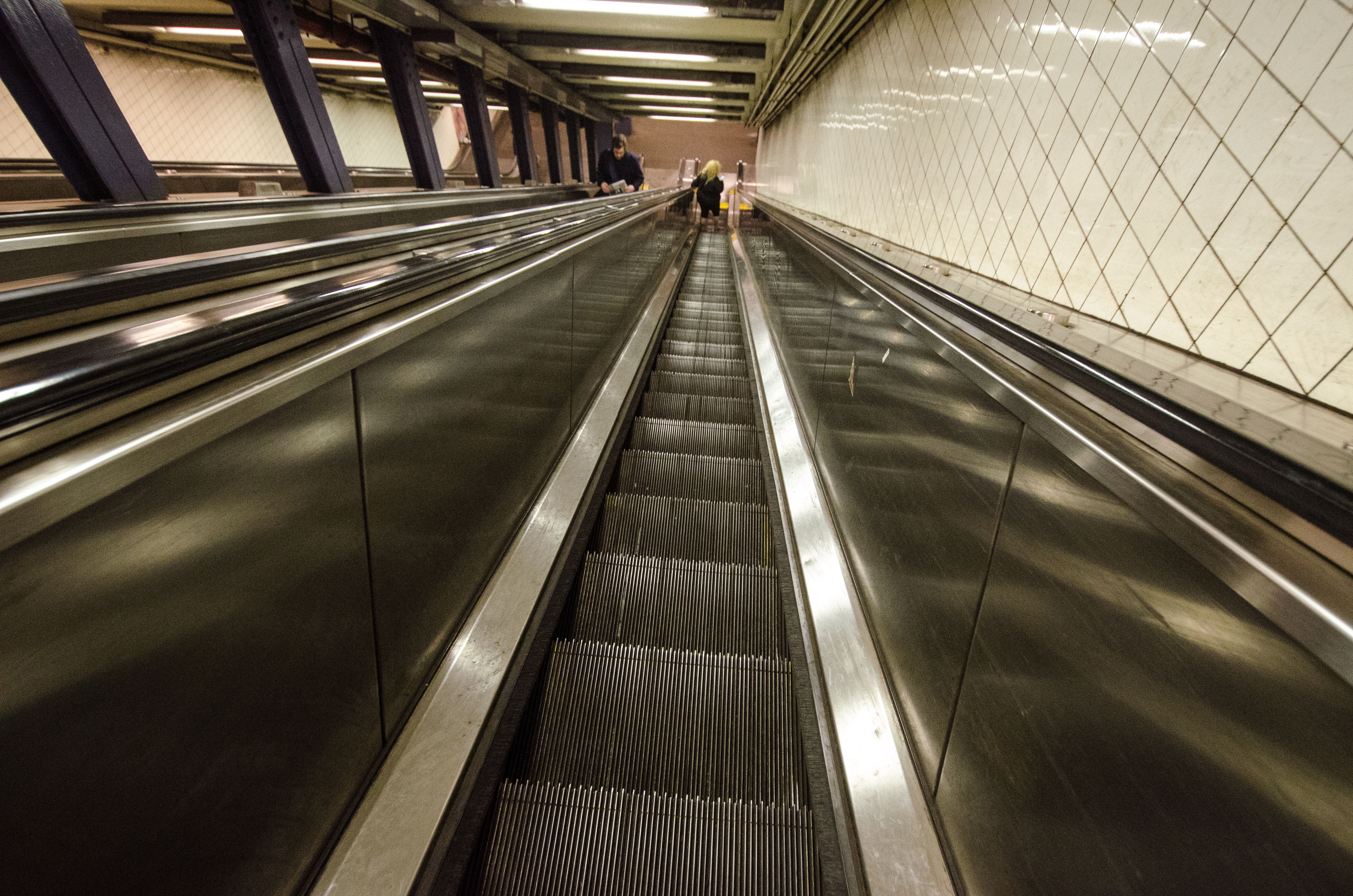
エスカレーター

駅は島式ホーム1面2線の地下駅で、IND8番街線最南端であるとともにブルックリン区内のA系統とC系統が停車する最北端の駅になっている。中間階は2層に分かれ、互いの階を連絡するエスカレーターが設置されている。
駅の南でIND6番街線と合流し、渡り線を経てINDフルトン・ストリート線とINDカルバー線に再び分岐する。

### 出口
- 階段1つ、アダムズ・ストリートとレッド・クロス・プレイスの交差点南東[9]
- 階段1つ、レッド・クロス・プレイスとカドマン・プラザ・イーストの交差点南東[9]
- 階段1つ、カドマン・プラザ・ウェスト西側[9]